# Allison Falk
Allison Falk (* 31. März 1987 in Renton, Washington) ist eine US-amerikanische Fußballspielerin.

## Karriere

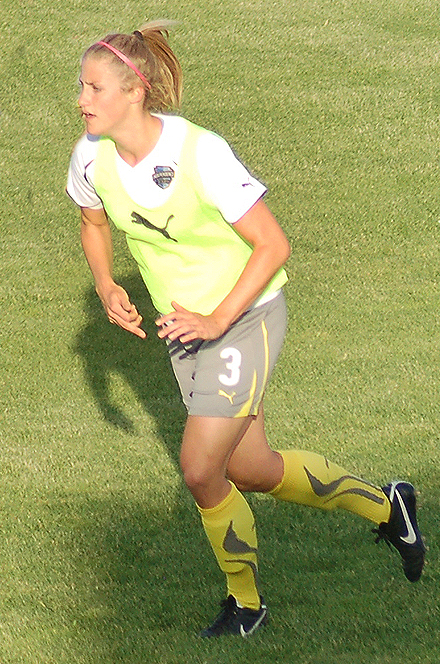
Falk im Trikot der Independence (2010)

Falk spielte im Jahr 2008 für den WPSL-Teilnehmer California Storm, ehe sie zur Saison 2009 zur WPS-Franchise der Los Angeles Sol wechselte. Hier erzielte sie am 29. März 2009 nach Vorlage von Aya Miyama den ersten Treffer in der Geschichte der WPS, was zugleich ihr einziges Tor für die Sol bleiben sollte. Von 2010 bis 2011 stand Falk im Aufgebot des Ligakonkurrenten Philadelphia Independence, für den sie jedoch  lediglich in der Spielzeit 2010 zu Einsätzen kam und in der Saison 2011 nicht mehr berücksichtigt wurde.
Anfang 2013 wurde Falk beim sogenannten Supplemental-Draft zur neugegründeten NWSL in der sechsten Runde an Position 45 vom Sky Blue FC verpflichtet, jedoch noch vor dem ersten Saisonspiel wieder freigestellt.